# 东山少爷 (歌手)
东山少爷（1983年3月17日—），原名廖寰，內地男歌手，祖籍广东罗定黎少镇三家店，生于罗城，肇庆长大。毕业于广东星海音乐学院社会音乐系。2002年，参加广州市羊城新秀歌唱大赛获得最具潜质奖。2004年，再次参加羊城新秀歌唱大赛，获得冠军。

## 艺名由来
土生土长的广州音乐人黄毅成，觉得身边年轻人对广州的了解越来越少，甚至粤语方言中许多有意思的词语都逐渐被遗忘，所以打算用新生代的方式加地地道道的方言唱好广州。唱片《唱好广州》从筹备到正式推出花了一年，其间，黄毅成到星海音乐学院找到当时还是学生的廖寰，并把他包装成名叫“东山少爷”的新人。黄毅成指自己对广州很有感情、对广州传统文化也很有兴趣，虽然广州文化很丰富，但自己并没有很费神地进行资料收集，广州有特点的东西我都想写，希望能为广州打造一张城市有声名片，向年轻人宣传那些被忽视的传统文化。
老广州流传两个非常著名的名号：“东山少爷”和“西关小姐”。廖寰用“东山少爷”做艺名，是有意带出一种广州本土味道。
|            | 让广州人听我的歌想起许多被遗忘的往事，感觉好过瘾。 |
| ——东山少爷 |                                                    |

## 唱片
- 《彩色的轨迹》（2004年推出）[3]
- 《对着唱》（2006年推出）[4]
- 《唱好广州》（2006年推出）[5]
- 《唱好广州2》（2007年推出）[6]
- 《三世书》（2009年推出）[7]
- 《四张机》（2015年推出）

## 電視節目
- 2011-13年：麦王争霸 推广大使

## 获奖情况
- 2002年  广州羊城新秀歌唱大赛最具潜质奖
- 2004年  广州羊城新秀歌唱大赛冠军
- 2006年 “9+2音乐先锋榜”年度新人奖提名
- 2006年  广州电视台“劲歌王”年度新人奖
- 2006年  南方都市報“华语音乐传媒大赏”最佳男新人提名
- 2006年  广州电台“金曲金榜”年度内地新人银奖
- 2006年  广东电台“9+2音乐先锋榜”年度公益歌曲歌手奖[8]
- 2007年  香港新城電台、南方都市報《华语音乐传媒大赏》粵語新勢力獎
- 2007年 《全球华语音乐榜》最受欢迎对唱歌曲
- 2008年  中央电视台“青年歌手电视大奖赛”十强[9]
- 2008年  广东电台《9+2音乐先锋榜》先锋男歌手、金曲金奖[10]